# 卡林达
卡林达是巴西马托格罗索州的一个市镇。总面积2417.212平方公里，总人口12176人，人口密度5人/平方公里。